# Toy Story Mania!
Toy Story Mania! è un videogioco prodotto dalla Disney Interactive Studios e sviluppato dalla Papaya Studio. Il videogioco è basato su Toy Story Midway Mania! attrazione di Disneyland e Disney's Hollywood Studios, a sua volta ispirata alla serie di film Toy Story della Pixar, ed include modalità per singolo giocatore e multiplayer. Il videogioco è stato pubblicato il 15 settembre 2009 per Wii. Nella confezione del gioco sono inclusi due paia di occhiali 3D, utilizzabili in sei differenti livelli.